# Reserva Natural de Ruila
A Reserva Natural de Ruila é uma reserva natural localizada no condado de Harju, na Estónia.
A área da reserva natural é de 831 hectares.
A área protegida foi fundada em 2005 para proteger valiosos tipos de habitat e espécies ameaçadas na vila de Pohla, Ruila, Mõnuste e Allika (todos locais na antiga freguesia de Kernu).